# Kopiejka (1850–1855) BM
Kopiejka (1850–1855) BM – moneta o wartości jednej kopiejki, bita w mennicy w Warszawie, na podstawie zgody cara Mikołaja I z 23 stycznia 1850 r., wyrażonej na wybicie w Warszawie 50 000 rubli w miedzi, stemplami rosyjskimi, według systemu wagowego opartego na funcie rosyjskim i stopy menniczej definiującej bicie 32 rubli z jednego puda miedzi. Została zastąpiona przez monetę kopiejkową (1855–1864) BM z monogramem cara Aleksandra II.

## Awers
Na tej stronie umieszczono ukoronowany monogram Mikołaja I „Н І”.

## Rewers
Na tej stronie znajduje się korona, pod nią napis „КОПѢЙКА”, poniżej rok 1850, 1851, 1852, 1853 lub 1855, a pod nim znak mennicy w Warszawie – litery w cyrylicy В.М. (Варшавская Монета).

## Opis
Monetę bito w mennicy w Warszawie, w miedzi, na krążku o średnicy 23 mm, masie 5,11 grama, z rantem gładkim. Według sprawozdań mennicy w latach 1850–1853 oraz 1855 w obieg wypuszczono 4 750 725 monet. Dokładne podanie nakładu jest jednak niemożliwe, ponieważ w 1855 roku monetę bito razem z kopiejką (1855–1864) BM, a mennica w swoich sprawozdaniach raportowała jedynie liczbę wprowadzanych do obiegu monet konkretnego nominału, bez podawania typu.
Stopień rzadkości poszczególnych roczników przedstawiono w tabeli:
| Rocznik            | Stopień rzadkości | Szacowana liczba egzemplarzy | Uwagi                                       | Zdjęcie |
| ------------------ | ----------------- | ---------------------------- | ------------------------------------------- | ------- |
| kopiejka 1850 B.M. | R3                | 601–3000                     |                                             |         |
| kopiejka 1851 B.M. | R                 | 80 001–400 000               |                                             |         |
| kopiejka 1852 B.M. | R                 | 80 001–400 000               |                                             |         |
| kopiejka 1853 B.M. | R1                | 15 001–80 000                |                                             |         |
| kopiejka 1855 B.M. | R1                | 15 001–80 000                | bito również monetę kopiejka (1855–1864) BM |         |

W niektórych polskich katalogach wymieniany jest również rocznik 1856 kopiejki z monogramem cara Mikołaja I, zmarłego w 1855. Jednak w innych polskich katalogach rocznik ten traktowany jest jako moneta próbna, a w katalogach rosyjskich jako nowe bicie.
W numizmatyce rosyjskiej moneta zaliczana jest do kategorii monet cara Mikołaja I.
Moneta o tym samym nominale i takich samych rysunkach rewersu i awersu, poza Warszawą, była bita jeszcze w dwóch mennicach:
| Nominał  | Lata           | Znak mennicy | Mennica       | Uwagi              |
| -------- | -------------- | ------------ | ------------- | ------------------ |
| kopiejka | 1849           | С.П.М.       | Petersburg    | jako moneta próbna |
| kopiejka | 1849–1855      | Е.М.         | Jekaterynburg |                    |
| kopiejka | 1850–1853,1855 | B.M.         | Warszawa      |                    |